# Ignacy Gruszkowski
Ignacy Gruszkowski ps. „Dumny”, „Grucha” (ur. 1864 prawdopodobnie w Warszawie, zm. na początku października 1918 pod Syzraniem) – działacz SDKPiL i SDPRR(b), zesłaniec, organizator i dowódca milicji robotniczej w Moskwie w 1917, uczestnik rewolucji październikowej, komisarz polityczny Armii Czerwonej.

## Życiorys
Z zawodu był murarzem. W 1898 związał się z grupą socjaldemokratyczną w Warszawie. Po 1900 prowadził aktywną działalność propagandową i organizacyjną z ramienia SDKPiL na terenie Warszawy, Żyrardowa, Łodzi i Dąbrowy Górniczej. W 1906 był współorganizatorem Socjaldemokratycznego Związku Zawodowego Robotników Przemysłu Budowlanego. Za prowadzenie agitacji strajkowej wśród murarzy warszawskich został w sierpniu 1909 aresztowany na 3 miesiące. Ponownie aresztowany na krótko 3 czerwca 1910. Po rozłamie w SDKPiL w 1911 był jednym z aktywniejszych działaczy „zarządowców”. 15 lipca 1912 został jeszcze raz aresztowany w Warszawie i osadzony na Pawiaku. Przeprowadzona w jego mieszkaniu rewizja ujawniła dużą liczbę przechowywanych proklamacji, odezw, broszur i innych druków SDKPiL. 13 maja 1913 został skazany na zesłanie na Syberię.
Po rewolucji lutowej 1917 przybył do Moskwy, znalazł się w grupie organizatorów moskiewskiej grupy SDKPiL i jednocześnie wstąpił do SDPRR(b). Był organizatorem, a następnie dowódcą milicji robotniczej w Moskwie. Podczas przewrotu październikowego 1917 w Moskwie dowodził utworzoną przez siebie grupą zwiadowców w Dzielnicy Miejskiej i na Suchariewskiej Priesni, sam też wraz z 18-letnim synem Ignacym uczestniczył w walkach o Kreml i przy zdobywaniu ulic Mała Łubianka, Milutyńska i Kriwolny. W grudniu 1917 został zastępcą członka Rady Międzypartyjnej w Moskwie, a jednocześnie był współpracownikiem Komitetu Polskiego. W 1918 brał udział w walkach z formacjami antybolszewickimi dowodzonymi przez Aleksandra Kołczaka na wschodnim froncie wojny domowej jako komisarz polityczny Pezneńskiego Pułku Strzelców Armii Czerwonej. Zginął w walce z Korpusem Czechosłowackim pod Syzraniem w guberni symbirskiej.